# Agrilus octosignatus
Agrilus octosignatus es una especie de insecto del género Agrilus, familia Buprestidae, orden Coleoptera.
Fue descrita científicamente por Gyllenhal in Schönherr, 1817.